# François Jungers
François Jungers (Aarlen, 22 oktober 1851 - Elsene, 7 oktober 1904) was een Belgisch militair en cartograaf in de Onafhankelijke Congostaat.

## Militaire carrière in België
Al rond 1864, op de leeftijd van 13 jaar, ging Jungers militair engagement aan. Hij zou meerdere malen promotie maken. Op 15 januari 1868 werd hij benoemd tot sergeant. Vijf jaar later, op 15 december 1873, promoveerde hij tot onderluitenant en in 1879 tot luitenant. Vervolgens trad Jungers in 1884 toe tot het Militair Cartografisch Instituut. Het jaar daarop werd hij kapitein.

## Benoeming in de Onafhankelijke Congostaat

### Eerste expeditie (1885-1888)
In 1885 werd Jungers vanwege zijn post in het Militair Cartografisch Instituut als cartograaf naar de net opgerichte Onafhankelijke Congostaat gestuurd. Hij voer met de Afrikaan naar Banana, waar hij arriveerde op 22 september 1885. Zijn opdracht bestond erin om Neder-Congo in kaart te brengen. Gouverneur-generaal Camille Janssen benoemde hem tevens tot magistraat in het openbaar ministerie bij de rechtbank van beroep in de Congostaat. Hij zou naar België terugkeren in 1888.

### Tweede expeditie (1889-1890)
Op 23 maart 1889 benoemde souverein Leopold II Jungers tot districtscommissaris. Kort na deze benoeming vertrok Jungers dan ook voor een tweede expeditie naar Afrika, met als doel het verder in kaart brengen van Neder-Congo. In mei 1890 werd hij lid van de Commission de délimitation des frontières. Eind 1890 keert hij terug naar België.
Als cartograaf was hij in de Onafhankelijke Congostaat tevens leermeester voor de jonge cartografen in opleiding.

### Derde expeditie (1890-1892)
Jungens vertrok op 3 april 1891 vanuit het Nederlandse Vlissingen voor een derde en laatste keer naar de Onafhankelijke Congostaat. De cartograaf werd evenwel ernstig ziek in november 1892 en diende onmiddellijk terug te keren naar België.

## Onderscheidingen
François Jungers kreeg in zijn leven volgende onderscheidingen:
- Koninkrijk België: Ridder in de Leopoldsorde (1888).
- Onafhankelijke Congostaat: Dienstster van de Onafhankelijke Congostaat (1889).[3]
- Koninkrijk Portugal: ridderkruis van de Orde van Christus (1891).